# Đào Trí Phú
Đào Trí Phú (? - 1854?), trước có tên là Đào Trí Kính, là quan triều Nguyễn trong lịch sử Việt Nam. Khoảng năm 1854, ông bị xử "lăng trì" vì liên can đến việc mưu đoạt ngôi vua của Nguyễn Phúc Hồng Bảo.

## Tiểu sử
Đào Trí Phú sinh tại làng Phước Kiển, thuộc Long Thành, dinh Trấn Biên (nay thuộc xã Hiệp Phước, huyện Nhơn Trạch, tỉnh Đồng Nai).
Cha ông, tên thụy là Hiến Tịnh (không rõ tên thật), làm quan (không rõ dưới triều nào) trải đến chức Trung nghị đại phu Thái bộc tự khanh, mẹ là người họ Lê, từng được phong làm Thục nhân.
Từ nhỏ, Đào Trí Phú là người rất ham học. Năm Minh Mạng thứ 6 (1825), ông thi đỗ Cử nhân tại trường Hương Gia Định. Sau đó, ông đổi tên là Đào Trí Phú, và lần lượt trải các chức quan: Thị lang bộ Hộ, Tham tri bộ Hộ, Hậu mạng sứ...
Năm 1836, tàu nước Ma Ly Căn (tức Hoa Kỳ) đến vũng Sơn Trà (Đà Nẵng), ngỏ ý muốn đệ trình quốc thư xin giao thương. Vua Minh Mạng bèn cử Đào Trí Phú và Thị lang bộ Lại là Lê Bá Tú tới nơi hỏi han. Nhưng vì trưởng phái bộ là Edmund Roberts bất ngờ lâm bệnh nặng, phải cho tàu đi ngay, nên việc trên bất thành.
Đầu năm 1842, vua Thiệu Trị ra Bắc Thành nhận sách phong của nhà Thanh (Trung Quốc), ông được đi theo. Sau đó, ông nhận nhiệm vụ đưa sứ giả nhà Thanh là Bửu Thanh ra cửa ải .
Cuối năm 1843, Đào Trí Phú lại được cử làm Chánh sứ dẫn phái bộ đi công cán ở Giang Lưu Ba (Indonesia). Trong đoàn có Cao Bá Quát, vì phạm tội phải đi "hiệu lực".
Năm 1854, việc mưu đoạt ngôi vua của Nguyễn Phúc Hồng Bảo không thành. Đào Trí Phú, trước đây bị cách (không rõ lý do), bị kết tội cùng phe. Sách Đại Nam thực lục chỉ ghi vắn tắt sự kiện như sau: 
Giáp Dần, Tự Đức năm thứ 7 (1854) ... An Phong Công là Hồng Bảo mưu khởi nghịch, rồi thắt cổ tự tử ở nơi giam. Con trai, con gái Hồng Bảo và người dự mưu là Tôn Thất Bật đã chết, đều bị tước bỏ tên trong sổ Tôn nhân. Đào Trí Phú trước đây bị cách, phải tội lăng trì. Các phạm nhân đều bị tịch thu gia sản và bắt cả thân thuộc.
Vì vậy, người thân ông phải cải họ trốn đi nơi khác, mãi đến sau này, mới dám lấy lại họ Đào. Theo lời kể còn lưu truyền tại quê hương Đào Trí Phú, thì ông không bị xử "tùng xẻo" (tức lăng trì) ở Huế mà bị giải về xử ở Long Thành rồi chôn luôn tại đó. Sau, con cháu mới lén lấy hài cốt của ông đem về chôn trong khu mộ của dòng họ ở làng Hiệp Phước . Tuy nhiên, cũng có người cho rằng sau khi việc mưu sự thất bại, ông giả làm dân thường, xin quá giang thuyền nước mắm trốn đi. Hay được, triều đình cho quân đuổi theo giết ông tại Diên Khánh (thuộc Khánh Hòa), rồi thủ tiêu luôn thân xác.
Áo mão cân đai của Đào Trí Phú để lại đều có gắn vàng lá, sau vì nghèo quá, chắt của ông gở bán lần hồi. Trước năm 1975, gặp lúc Bảo tàng Sài Gòn sưu tầm cổ vật, bà Lâm Thị Tô (không rõ lai lịch) đã đem những gì còn lại của di vật giao nộp để lĩnh bạc.
Hiện ở thị xã Long Khánh, tỉnh Đồng Nai có con đường mang tên Đào Trí Phú .

## Sách tham khảo chính
- Quốc sử quán triều Nguyễn, Quốc triều sử toát yếu. Nhà xuất bản văn học, 2002.
- Lương Văn Lựu, Biên Hòa sử lược toàn biên (Quyển 2). Ty Thông tin Biên Hòa kiểm duyệt và cho phép xuất bản năm 1973.